# Dicranomyia (Dicranomyia) tenuifilamentosa
Dicranomyia (Dicranomyia) tenuifilamentosa is een tweevleugelige uit de familie steltmuggen (Limoniidae). De soort komt voor in het Oriëntaals gebied.